# JASRAC상
JASRAC상은 일본음악저작권협회 (JASRAC) 가 주최하는 음악상이다. 1983년 창설되었다.